# Kami no tsuki
Kami no tsuki (紙の月?), conosciuto anche con il titolo inglese Pale Moon, è un film del 2014 diretto da Daihachi Yoshida.
Il soggetto è basato sull'omonimo romanzo di Mitsuyo Kakuta. È stato presentato in anteprima tra i film in concorso alla 27ª edizione del Tokyo International Film Festival. Nelle sale giapponesi è uscito il 15 novembre 2014.

## Trama
Nel Giappone in recessione post-bolla degli anni novanta un'impiegata di banca quarantenne, Rika Umezawa, intreccia una relazione extra-coniugale con uno studente universitario, Kōta Hirabayashi. Le difficoltà finanziarie del giovane, dovute alle rette universitarie da pagare, spingono la donna a compiere continue estorsioni di denaro dalla banca dove lavora. Presoci gusto, inizia a utilizzare i soldi dei clienti per serate in ristoranti di lusso e in hotel a cinque stelle. La situazione però finisce per sfuggirle di mano, facendola piombare in un vortice di bugie e inganni.

## Produzione
Il film è basato sul romanzo di successo Kami no tsuki (紙の月? letteralmente "Luna di carta"), pubblicato da Mitsuyo Kakuta nel 2012. Il regista Daihachi Yoshida era combattuto sulla scelta del titolo da dare al film per la distribuzione internazionale, ma alla fine propese per Pale Moon ("luna pallida"), scartando l'opzione della traduzione letterale in Paper Moon, per la presenza di un grande classico del cinema anni 1970 con lo stesso nome, Paper Moon - Luna di carta di Peter Bogdanovich. Inoltre il regista voleva evitare che il film venisse associato a qualcosa che potesse essere interpretato come simpatico o leggero.

## Distribuzione

### Data di uscita
Il film è stato presentato in anteprima tra i film in concorso alla 27ª edizione del Tokyo International Film Festival, tenutosi nell'ultima settimana di ottobre 2014. Nelle sale giapponesi è uscito il 15 novembre 2014.

## Accoglienza

### Critica
Mark Schilling del Japan Times ha giudicato il film positivamente, assegnandogli 4 stelle su 5.

## Riconoscimenti
Il film è stato premiato con l'Audience Award (Premio del pubblico) al 27º Tokyo International Film Festival, mentre la protagonista Rie Miyazawa ha vinto quello alla migliore attrice.